# Hora (baile)

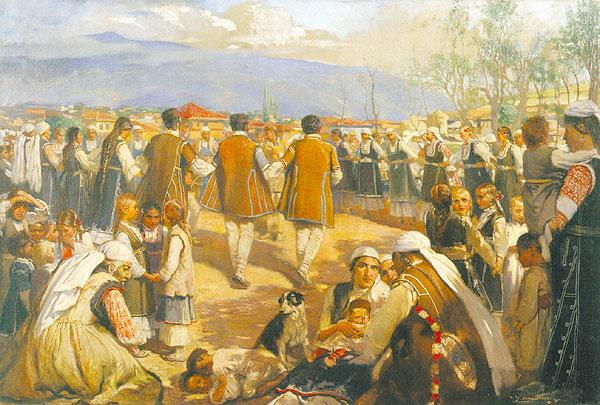
Horo balcánico en el.

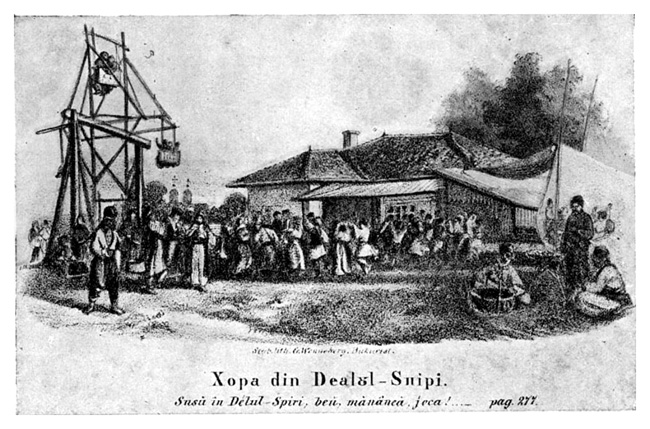
Hora rumana del.

La hora u horo (en búlgaro: "хоро", en macedonio: "oro", en griego: "χορός", en rumano "horă", en turco "hora", en albanés "valle" y en hebreo הורה horah) es un tipo de baile tradicional colectivo originario del este de Europa y típico del folclore de los Balcanes, de Rumanía, de Moldavia y también incluso de Israel, cuyo rasgo más característico consiste en un gran círculo abierto o cerrado.
Incorpora elementos que también se observan en la danza debka árabe. Este baile, de tono alegre, se ejecuta entrecruzando los brazos o manos en rondas formadas por numerosos bailarines que giran en sentido horario. 
Se baila todavía esta danza en bodas o grandes festividades populares en los pueblos; a veces puede contemplarse también por televisión. Es un corro que sin embargo puede abrirse y avanzar en línea, lo que reúne a toda la asamblea. Los bailarines y bailarinas se sostienen por la mano, caminando diagonalmente, hacia adelante o hacia atrás, mientras giran en círculo, en principio a la derecha. Los participantes cantan la canción acompañados por los músicos. El címbalo húngaro, el acordeón, el violín, la viola, el contrabajo, el saxofón, la trompeta y la flauta de pan son los instrumentos que acompañan tradicionalmente una hora.
La hora ha sido adoptada por los judíos de origen balcánico de Israel como su baile tradicional y se hizo muy popular en la década de 1950, por ejemplo para las fiestas de Benei Mitzvá, entre otras.